# Filozofia seksu
Filozofia seksu – dział filozofii zajmujący się badaniem filozoficznych aspektów seksu, seksualności i płci. 
Filozofia seksu, korzystając z metod filozoficznych, podejmuje zagadnienia, które pozostają poza zasięgiem seksuologii. W 2012 roku w Polsce ukazała się książka Igora Primoratza Filozofia seksu, stanowiąca kompendium wiedzy z zakresu myśli filozoficzno-etycznej i teologicznej na temat ciała oraz seksu. Primoratz podkreśla, że ludzką seksualność uznano za ważny i ciekawy temat badań i dyskusji filozoficznych dopiero w II połowie XX wieku. Czołowymi przedstawicielami współczesnej filozofii seksu są Alan Soble, Judith Butler i Raja Halwani. Ogromnego kroku naprzód w filozofii seksu dokonał Karol Wojtyła w książkach Miłość i odpowiedzialność (1960) i Mężczyzną i niewiastą stworzył ich (1986)  . W Polsce pod koniec XX wieku refleksja i dyskusja naukowa skupiona wokół biologicznej kategorii płci (ang. sex) i rozumianego jako kulturowa tożsamość płci rodzaju (ang. gender) zaowocowała kilkunastoma publikacjami, do których należy m.in. seria wydawnicza „Humanistyka i płeć” pod redakcją Elżbiety Pakszys i in., ukazująca się nakładem Wydawnictwa Naukowego UAM.